# Бегунці
Бегу́нці (болг. Бегунци) — село в Пловдивській області Болгарії. Входить до складу общини Карлово.

## Населення
За даними перепису населення 2011 року у селі проживала 531 особа, з них 363 особи (99,5%) — болгари.
Розподіл населення за віком у 2011 році:
Динаміка населення: